# 傷だらけの男たち
『傷だらけの男たち』（原題：傷城、英題：Confession of Pain）は、2006年に制作された香港映画。

## ストーリー
ラウ刑事（トニー・レオン）とボン（金城武）は、同じ警察で働く上司と部下の関係だった。ボンは事件のあと帰宅すると、彼女がベッドの上で自殺していた。悲しみに暮れるボンは、その後刑事の職を辞して警察を離れる。3年後ボンはアルコール依存症の私立探偵になっていた。よく訪れるバーでビールのキャンペーン・ガールとして働くフォン（スー・チー）を気にかけるようになる。ラウ刑事はスクツァン（シュー・ジンレイ）と結婚し、彼女の父親であるチョウに紹介される。
チョウが彼の執事マンとともに、自宅進入したマカオ出身のキョンと薬物中毒のウォンに殺害された。しかしその犯人であるキョンとウォンも、死体で発見される。父親の死に不審を抱いたスクツァンは、私立探偵をしていたボンに調査を依頼する。真相を追求していくボンと、スクツァンの周辺には不思議な事件が起こるようになる。死んだチョウと犯人のキョンにマカオ出身という共通点を見いだしたボンは、真相を確かめにマカオへ足を運ぶ。
スクツァンの自宅でガス爆発が起こり、命を取り留めたスクツァンは病院に運ばれる。見舞いでつきっきりのラウ刑事の代わりに、ボンとフォンは着替えの下着を取りにスクツァンの自宅へ向かう。そこであるものを発見したボンは、ラウ刑事とスクツァンの父親のチョウと殺害犯のキョンに共通点があることに気がつく。再び訪れたマカオで手にいれた情報から、ボンはこの事件の真相を知ることになる。

## キャスト
| 役名                               | 俳優               | 日本語吹替 |
| ---------------------------------- | ------------------ | ---------- |
| ラウ・チンヘイ（通称ヘイ）         | トニー・レオン     | 山路和弘   |
| ヤウ・キンボン（通称ボン）         | 金城武             | 宮本充     |
| フォン                             | スー・チー         | 弓場沙織   |
| スクツァン                         | シュー・ジンレイ   | 甲斐田裕子 |
| チョイ・ウィンクォン（通称チョイ） | チャップマン・トウ | 中原茂     |

## スタッフ
- 監督：アンドリュー・ラウ
- 監督、脚本：アラン・マック
- 主題歌
  - 浜崎あゆみ 『Secret』
  - デニス・ホー 『傷城秘密』（香港版エンディングテーマ、浜崎あゆみの『Secret』をカバー）

## 受賞
- 第26回香港電影金像奨（The Hong Kong Film Awards）で、ベスト・シネマトグラフィー（最優秀映画技術）を受賞